# Wettergardine
Eine Wettergardine, auch Wettervorhang, Wettertuch oder Wetterlappen genannt, ist ein wettertechnisches Bauwerk, das im Bergbau unter Tage verwendet wird. Wettergardinen werden, anstelle von anderen wettertechnischen Bauwerken, nur zur provisorischen Regulierung des Wetterzuges verwendet. Sie werden an den Betriebspunkten eingesetzt, an denen kein absolut dichter Wetterabschluss erforderlich ist.

## Aufbau und Verwendung
Wettergardinen werden aus unterschiedlichen, beweglichen Materialien hergestellt. Häufig kommt dabei Segelleinen zum Einsatz. Das Tuch wird entweder über einen Rahmen gespannt oder an einer am Ausbau befestigten Holzleiste wie ein Vorhang angebracht. Falls erforderlich, wird am unteren Ende des Leinentuchs eine weitere Holzleiste angebracht, dadurch wird das Tuch dann straff gespannt. Je nach Bergbauregion wird entweder ungeteertes oder geteertes Segelleinen eingesetzt. Das für diesen Einsatz verwendete Segelleinen wird auch als Wettertuch bezeichnet. Im englischen Bergbau wurde geteerte Leinwand favorisiert, im deutschen Bergbau, speziell im Saarbergbau wurde ungeteerte Leinwand verwendet. Dies lag daran, dass geteerte Leinwand aufgrund ihres starken Geruchs die Wahrnehmung ähnlich riechender Gase, wie beispielsweise Brandgase, erschwert. Nachteilig bei der Verwendung von Segeltuch ist, dass sich das Segeltuch im Betrieb sehr schnell abnützt und dann erneuert werden muss. Anstelle dieser Materialien werden auch abgelegte und in passende Stücke geschnittene Gurtbanddecken verwendet. Diese werden entweder an am Streckenausbau angebrachten Traversen aus U-Eisen oder an gespannten Stahldrähten befestigt. Wettergardinen werden häufig in Abbaustrecken mit starken Abbaueinwirkungen verwendet. Insbesondere dort, wo Wettertüren aufgrund der hohen Druckeinwirkungen nicht zweckmäßig sind, ist der Einsatz von Wettergardinen von Vorteil. Auch zur Trennung der Frischwetter und Abwetter, insbesondere zur Umlenkung von Teilwetterströmen, finden Wettergardinen ihre Anwendung. Außerdem werden durch die Wettergardinen die jeweiligen Grubenbaue gegen Schleichwetter abgedichtet.